# Nightwish
Nightwish é uma banda finlandesa de metal sinfônico formada em 1996 na cidade de Kitee, Carélia do Norte pelo tecladista e compositor Tuomas Holopainen. 
O Nightwish era popular na Finlândia desde o lançamento de seu primeiro álbum, Angels Fall First (1997), e ganhou fama na Europa com o álbum Oceanborn (1998). Contudo, foi com os discos Wishmaster (2000) e Century Child (2002) que adquiriu reconhecimento mundial. O álbum de 2004, Once, foi um grande sucesso internacional, permitindo que o Nightwish realizasse várias turnês visitando dezenas de países ao redor do mundo, e o single "Nemo" incluiu a banda dentro da programação da MTV, assim como o single "Wish I Had an Angel", ambos usados em trilhas sonoras de filmes norte-americanos. Ao fim de 2005, Once havia vendido mais de um milhão de cópias ao redor do mundo, e sua turnê tinha mais de 130 concertos realizados.
Em 21 de outubro de 2005, após o fim da Once Upon a Tour, a vocalista Tarja Turunen foi oficialmente demitida da banda através de uma carta aberta à imprensa. Após a demissão, o grupo ficou todo o ano de 2006 em pausa até finalmente anunciar a nova cantora, Anette Olzon, em 24 de maio de 2007. A banda ainda lançou o hit "Amaranth" antes de finalmente liberar seu sexto disco de estúdio, Dark Passion Play, mais tarde naquele mesmo ano. Uma massiva turnê mundial sucedeu o lançamento do álbum e durou cerca de dois anos, encerrando em 19 de setembro de 2009 na Hartwall Areena de Helsinque, a capital finlandesa.
Dois anos depois em 2011, o grupo retornou com o single "Storytime", e com ele o conceitual sétimo álbum, Imaginaerum, lançado em conjunto com um filme de mesmo nome, de autoria própria da banda. Algum tempo depois, em 1 de outubro de 2012, Olzon saiu do grupo em meio à Imaginaerum World Tour e foi provisoriamente substituída por Floor Jansen, que acabou por ser efetivada como integrante oficial juntamente com o multi-instrumentista Troy Donockley em 9 de outubro de 2013.
Nesse meio-tempo, o Nightwish gravou com a nova formação seu oitavo álbum, Endless Forms Most Beautiful, cujo lançamento ocorreu em 2015, e foi sucedido por uma longa turnê mundial com cerca de 150 concertos realizados ao redor do mundo. Após esses acontecimentos, eles tiraram um ano sábatico em 2017 e retornaram no ano seguinte com o lançamento de uma compilação especial e uma turnê comemorativa de 20 anos de carreira intitulada Decades: World Tour.
Mais tarde em 12 de janeiro de 2021, o baixista e vocalista Marko Hietala deixou a banda após o lançamento do nono disco de estúdio, Human. :II: Nature. (2020), sendo substituído pelo músico Jukka Koskinen. A turnê mundial em promoção do álbum foi encerrada em 17 de junho de 2023 com uma apresentação especial na cidade finlandesa de Vaasa. Posteriormente, Yesterwynde, o décimo álbum da carreira cujo também encerrou uma trilogia, foi lançado em 20 de setembro de 2024, e não obteve uma turnê promocional para sua divulgação, uma vez que a banda anunciou que eles estariam entrando em hiato por tempo indeterminado dos palcos.
Estima-se que o Nightwish já tenha vendido mais de sete milhões de CDs e DVDs ao redor do mundo, o que o faz o grupo de maior sucesso da Finlândia de acordo com a indústria fonográfica finlandesa. A revista Metal Hammer descreveu o Nightwish como a banda de metal mais bem sucedida da Europa continental, disputando o posto com o Rammstein, da Alemanha.

## História

### Fundação e primeiros anos (1996–1999)

A primeira foto promocional da banda feita em 1997. Da esquerda para a direita: Vuorinen, Nevalainen, Holopainen e Turunen

Após tocar teclado em diversas bandas de metal durante a década de 1990, como Darkwoods My Betrothed e Nattvindens Gråt, o músico Tuomas Holopainen sentia vontade de compor suas próprias canções, e decidiu formar seu projeto musical enquanto sentava ao redor de uma fogueira com seus amigos na noite de 6 de julho de 1996. A sonoridade dessa entidade musical seria música acústica experimental, cujo ele havia escrito durante seu período no Exército da Finlândia. Para compor o projeto, ele convidou dois antigos colegas de escola, o guitarrista Emppu Vuorinen e a cantora Tarja Turunen. Os três músicos então gravaram em dezembro de 1996 uma fita demo intitulada Nightwish, de onde foi retirado o nome do trabalho e também do grupo. No entanto, Holopainen achou que a voz lírica e dramática de Tarja era densa demais para músicas acústicas, decidindo substituir o violão por uma guitarra elétrica e o piano por um teclado, tornando o Nightwish um grupo de metal sinfônico com vocais operísticos, um novo estilo que mais tarde viria a influenciar diversas outras bandas internacionalmente.
Com a adição do baterista Jukka Nevalainen no início de 1997, a banda gravou uma segunda demo em abril daquele ano, que chegou até os executivos da gravadora finlandesa Spinefarm. O selo ofereceu um contrato à banda e solicitou que eles voltassem ao estúdio para gravar mais quatro faixas para acompanhar as demais canções já presentes na demo. Dessa maneira, em 1 de novembro de 1997, foi oficialmente lançado o álbum Angels Fall First, que chegou a 31.ª posição nas paradas finlandesas, com o single "The Carpenter" alcançando ainda o oitavo lugar.

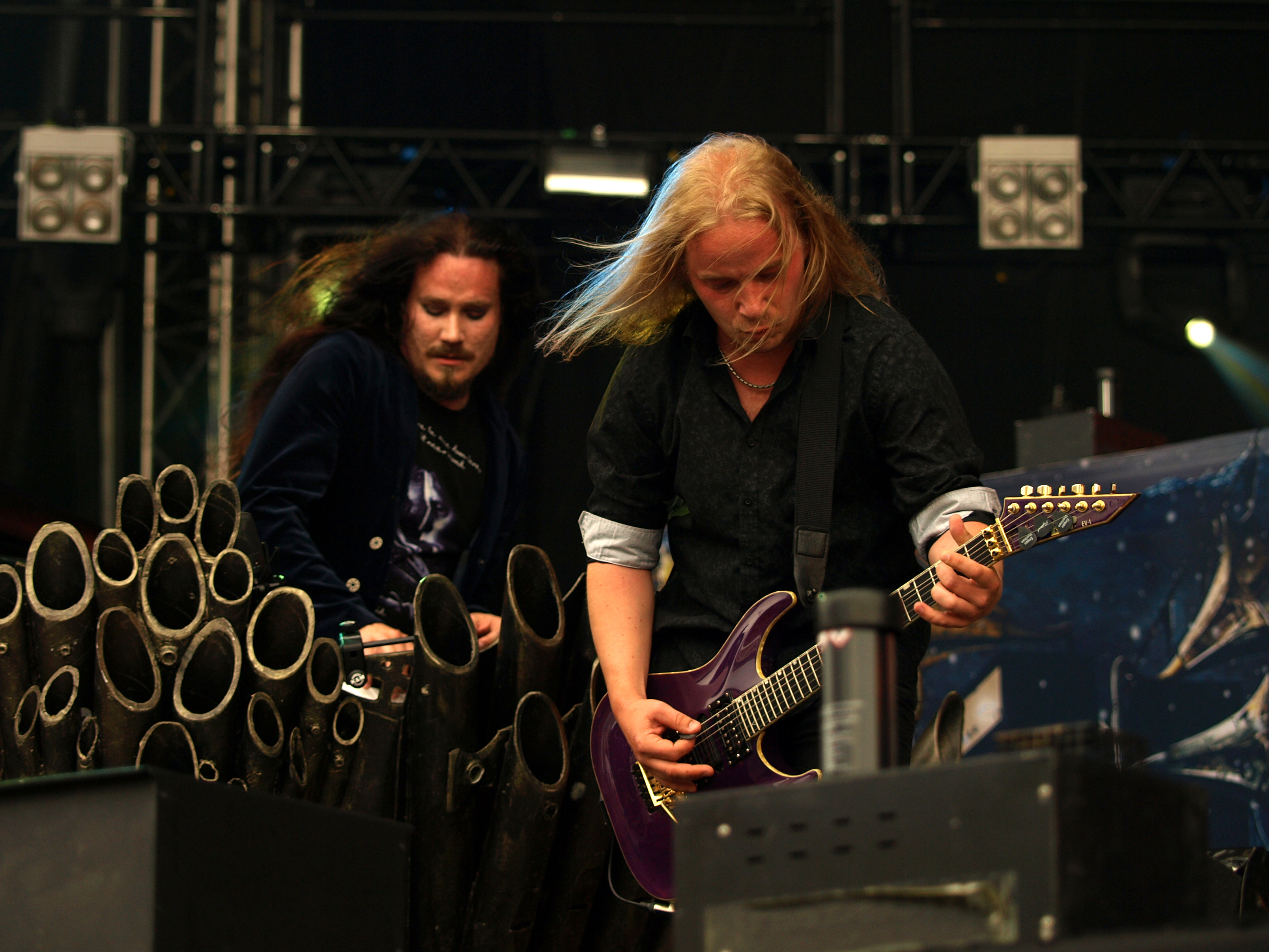
Holopainen (esquerda) e Vuorinen (direita) são os membros mais antigos do Nightwish até a atualidade.

Para promover o disco, a banda fez sua estreia ao vivo na noite de 31 de dezembro de 1997 em sua cidade natal Kitee, sendo este o primeiro concerto da The First Tour of the Angels. Uma vez que o grupo ainda não possuía um baixista, o músico Samppa Hirvonen foi trazido para tocar nos shows que haviam sido agendados, enquanto Marianna Pellinen serviu como backing vocal para Turunen e tocou teclado ocasionalmente como um suporte a Holopainen. O grupo teve ainda mais sete apresentações ao vivo durante o ano de 1998, pois Turunen tinha que terminar seus estudos, e Holopainen e Vuorinen tinham obrigações militares a cumprir no exército. Ainda em 1998, a banda contratou o baixista Sami Vänskä, e em agosto deu início às gravações de seu segundo álbum de estúdio.
Oceanborn foi então lançado em 7 de dezembro de 1998 e recebeu aclamação da crítica especializada, tornando-se um enorme sucesso na Finlândia, e chegando à quinta posição nas paradas, enquanto o single "Sacrament of Wilderness" alcançou o primeiro lugar, adquirindo Disco de Ouro logo em seguida. Adotando uma sonoridade mais técnica e voltada ao power metal que seu antecessor, o álbum implementou melodias vocais muito mais complexas para Turunen, e contou ainda com os vocais masculinos do cantor Tapio Wilska em duas faixas. Devido à excelente repercussão do disco, a banda embarcou em sua Oceanborn Europe Tour em 1999, uma turnê que passou por diversas cidades finlandesas durante sete meses, e posteriormente contou com 26 datas em diferentes países da Europa como abertura do grupo alemão Rage.
Ainda em 1999, a banda gravou um novo single intitulado "Sleeping Sun (Four Ballads of the Eclipse)", que foi incluído na versão internacional de Oceanborn e rapidamente ganhou Disco de Ouro na Finlândia, uma conquista também alcançada pelo single "Walking in the Air" e o próprio disco posteriormente.

### Fama internacional e mudança na formação (2000–2001)
Em 2000, enquanto trabalhavam em seu novo álbum, o grupo foi aceito nas seletivas finlandesas para escolher um representante para o Festival Eurovisão da Canção, um duelo musical que ocorre anualmente na Europa. A banda competiu apresentando a canção "Sleepwalker", e apesar de ter ganho a maioria dos votos do público, os jurados deixaram a banda em segundo lugar, e a vencedora representante da Finlândia foi a cantora Nina Åström, que ficou em 23.º lugar na competição oficial mais tarde.

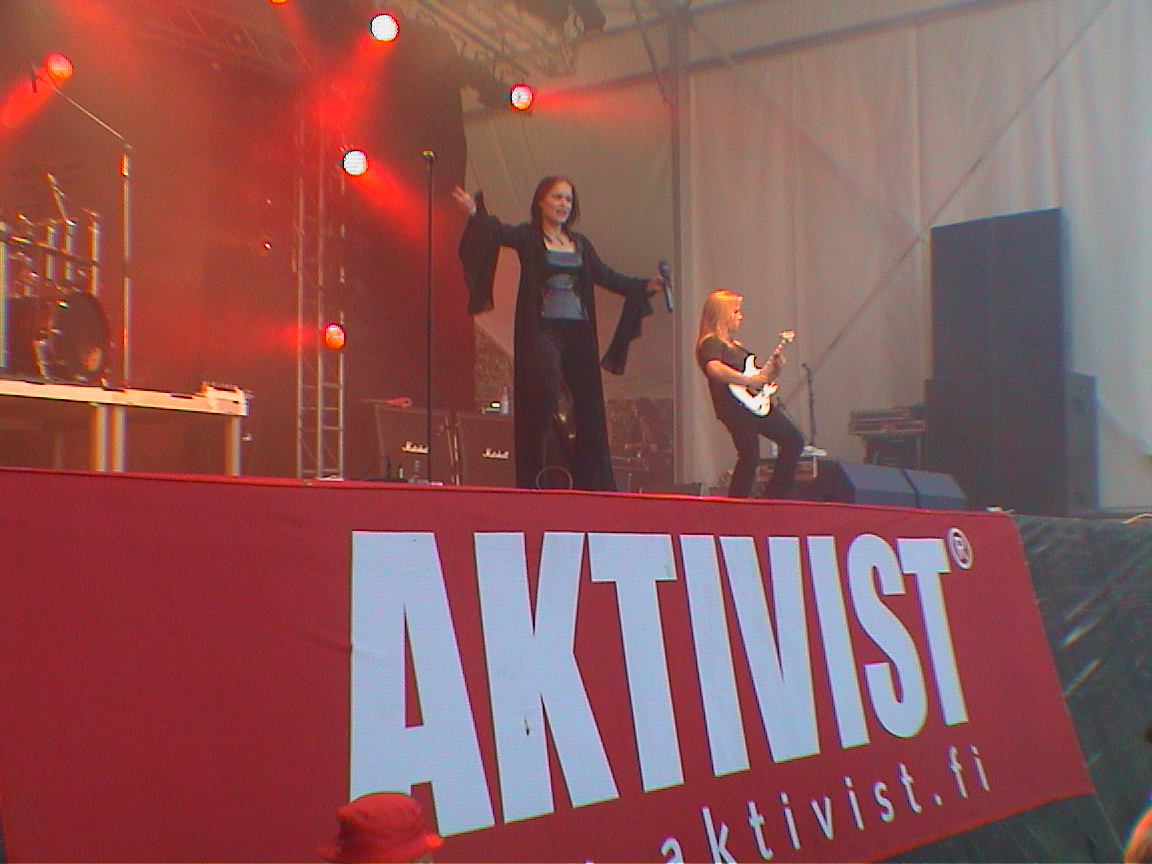
A banda se apresentando em Helsinque, Finlândia em 2001

Em 19 de maio de 2000, a banda lançou o álbum Wishmaster, que estreou direto no primeiro lugar nas paradas finlandesas e ganhou Disco de Ouro em sua primeira semana, com o single "Deep Silent Complete" também ganhando Disco de Ouro pouco depois, além do álbum ter entrado nas paradas da Alemanha e da França, e ter vendido cerca de 150 mil cópias mundialmente ao fim daquele ano. A revista alemã Rock Hard elegeu ainda o disco como "Álbum do Mês", mesmo competindo com lançamentos até então aguardados há muito tempo por bandas como Iron Maiden e Bon Jovi. Tamanho sucesso permitiu que o grupo excursionasse como atração principal pela Wishmaster World Tour, fazendo três apresentações no Brasil, além de extensas etapas pela América do Sul, Europa e um concerto no Canadá, encerrando o ano de 2000 com uma performance especial na cidade finlandesa de Tampere, que foi gravado e virou o primeiro DVD do grupo, From Wishes to Eternity, lançado em 17 de abril de 2001. Esse mesmo álbum ao vivo teve a participação dos cantores Tony Kakko (Sonata Arctica) e Tapio Wilska, e chegou ainda ao sétimo lugar nas paradas finlandesas, ganhando Disco de Ouro na Finlândia e na Alemanha. Pouco depois, a banda lançou seu primeiro EP Over the Hills and Far Away em 25 de junho de 2001, cuja faixa-título era uma regravação da original, lançada por Gary Moore (Thin Lizzy) em 1987, além de uma regravação de "Astral Romance" do primeiro álbum Angels Fall First com participação de Tony Kakko, e mais duas canções inéditas.

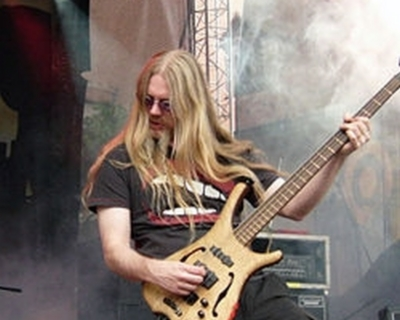
Marco Hietala assumiu o baixo e vocais masculinos da banda durante 20 anos.

Logo após o lançamento de Over the Hills and Far Away, o Nightwish se deparou com o que foi descrito como um de seus pontos mais difíceis como banda. As questões giravam em torno do baixista Sami Vänskä, que começou a se comportar mal, faltando a compromissos e deixando de levar os shows tão a sério quanto os demais integrantes. Depois que a banda discutiu com ele sobre seu comportamento várias vezes, sem obter nenhuma mudança, todos simplesmente pararam de se importar e as tensões aumentaram. Holopainen confessou que naquela época ele começou a pensar seriamente em acabar com o Nightwish. E após os concertos finais da turnê de Wishmaster em setembro de 2001, ele comunicou suas gravadoras Spinefarm e Drakkar de que o Nightwish havia encerrado, e em seguida embarcou numa viagem para a Lapônia com Tony Kakko, que também era seu amigo pessoal. No entanto, Holopainen reconsiderou sua decisão durante a viagem, e ao retornar para Kitee ele decidiu tornar Ewo Pohjola o empresário da banda, e oficializou a demissão de Vänskä sob bons termos em 21 de outubro de 2001. O conhecido músico finlandês Marco Hietala (Tarot) foi convidado para substituir Vänskä, deixando efetivamente sua banda anterior, Sinergy. Além de tocar o baixo, Hietala também ficou responsável pelos vocais masculinos, que seriam implementados de forma integral pela primeira vez no próximo álbum.

### Century Childe nova sonoridade (2002–2003)

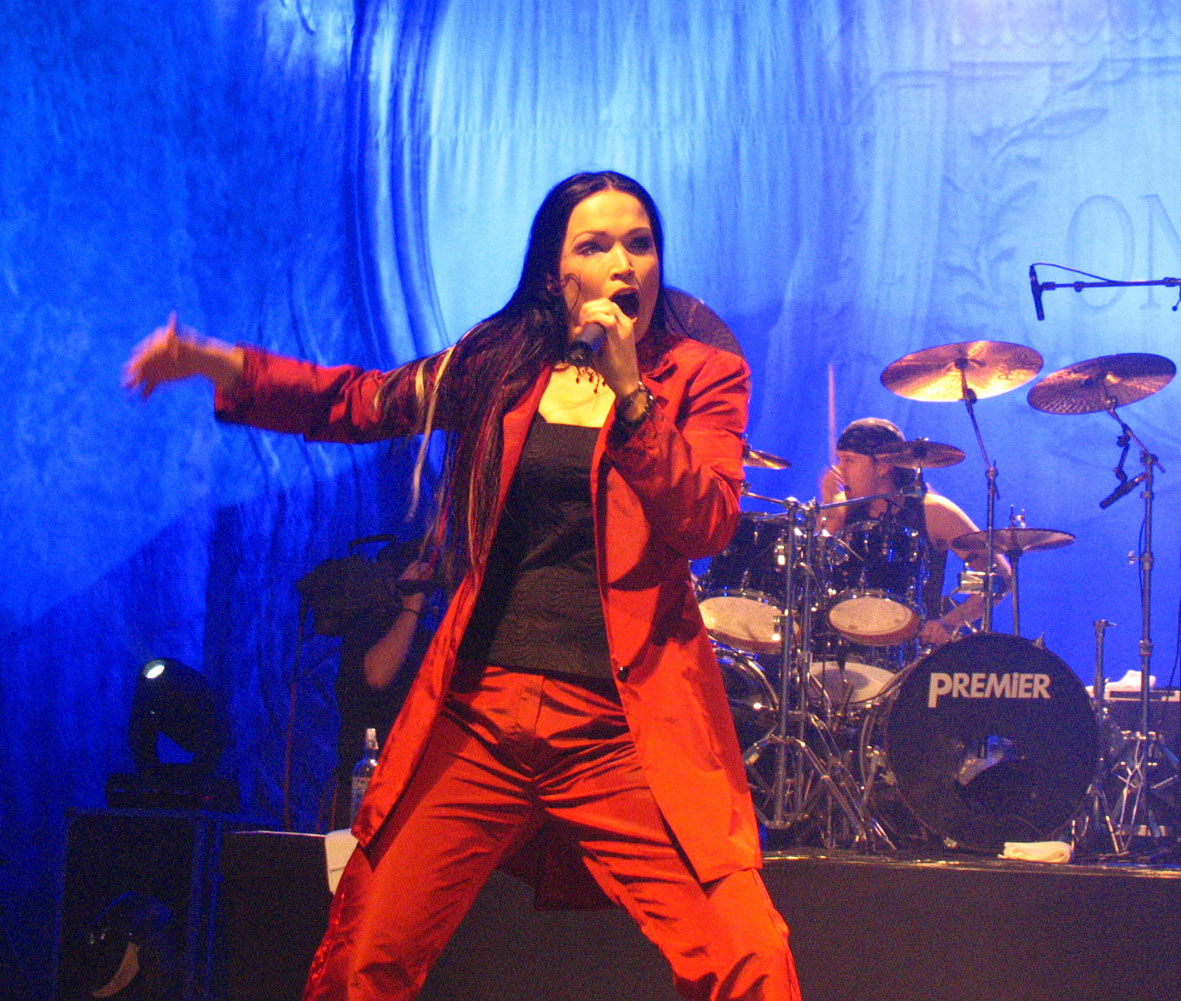
Os vocais de Turunen passaram a dar mais ênfase ao canto popular a partir do álbum Century Child.

O quarto álbum da banda, Century Child, foi lançado em 24 de maio de 2002 e adquiriu Disco de Ouro na Finlândia em apenas duas horas, comercializando mais de 20 mil cópias em seu primeiro dia e estabelecendo o record de álbum mais vendido em menos tempo no país. O single "Ever Dream" também ganhou Disco de Ouro após dois dias nas lojas. Para este álbum, a banda trabalhou pela primeira vez na carreira com uma orquestra real, o que possibilitou uma sonoridade épica e cinematográfica ao material do álbum. Os vocais de Turunen passaram a ser menos centrados em seu estilo operístico, fazendo com que ela usasse mais de seu canto popular na maioria das canções, além dos duetos com Hietala, com destaque ao cover de Andrew Lloyd Webber, "The Phantom of the Opera". O disco gerou ainda mais um single, "Bless the Child", que foi certificado com Disco de Platina por suas vendas na Finlândia.
Para a promoção do álbum, a banda embarcou na World Tour of the Century, com datas na América Latina, incluindo seis apresentações no Brasil, além de uma extensa etapa pela Europa, com a banda também fazendo seu primeiro concerto nos Estados Unidos em 2003. Nesse mesmo período, Tarja havia se casado com o empresário argentino Marcelo Cabuli, que também passou a ser o empresário dela, e ambos se mudaram para a Alemanha onde ela se especializou em canto lírico na Universidade de Música de Karlsruhe, enquanto Tuomas, Emppu e Jukka lançaram álbuns com as bandas For My Pain…, Altaria e Sethian, respectivamente.
Ao fim de 2003, Century Child já havia ganho dois Discos de Platina na Finlândia por mais de 60 mil cópias vendidas no país. A banda também lançou em 23 de outubro de 2003 seu segundo DVD, End of Innocence, contendo um documentário de duas horas no qual Holopainen e Nevalainen contavam a história da banda, trazendo também fotos e clipes ao vivo.

### Consagração comOncee fim de uma era (2004–2005)

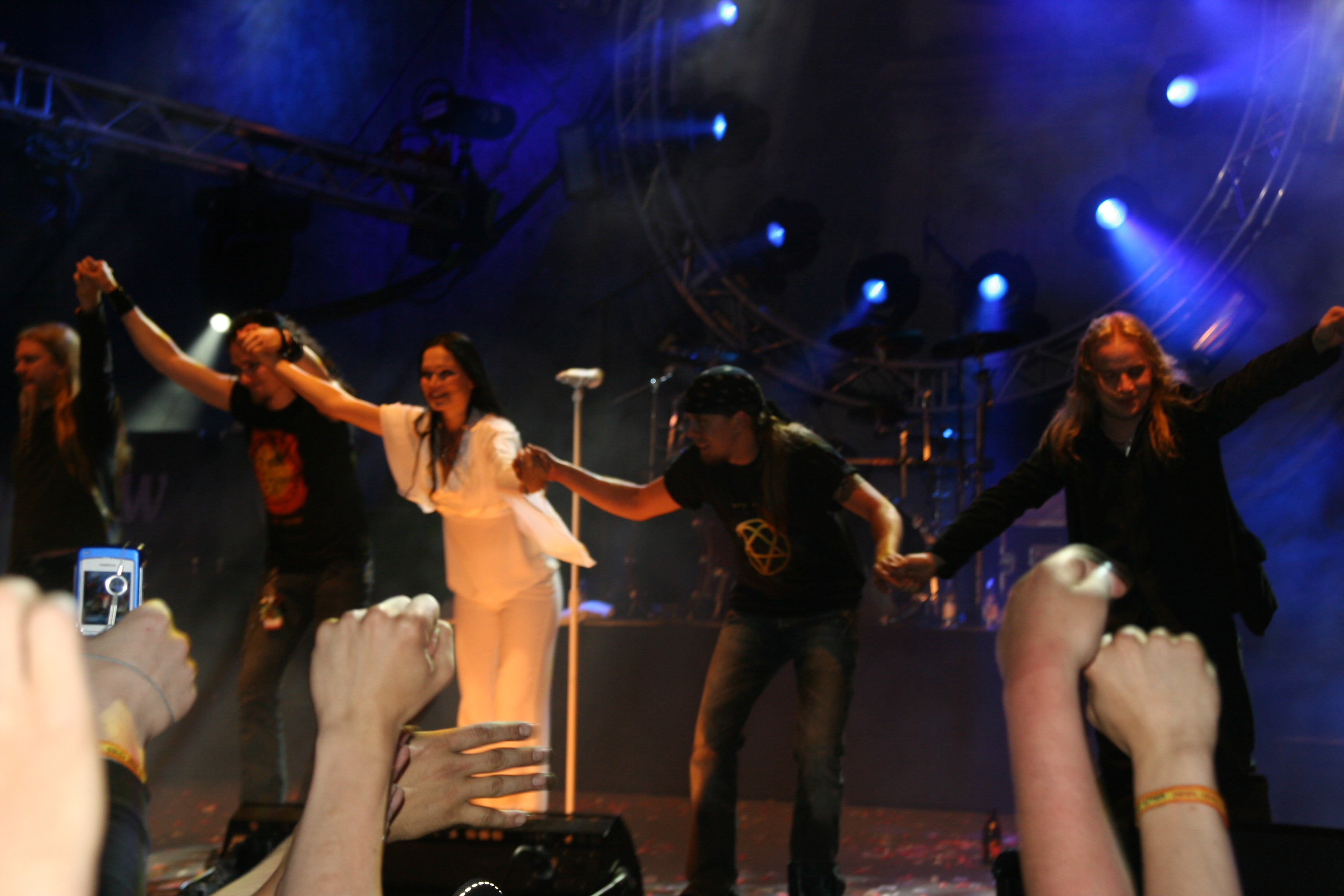
A banda encerrando uma apresentação em Jämsä, Finlândia em 2005

Já tendo uma grande fama mundial, o Nightwish dispunha de um orçamento maior para gravação, portanto Holopainen decidiu contratar uma grande orquestra para acompanhar a banda no próximo disco, e a escolhida foi a famosa Orquestra Filarmônica de Londres, cujos músicos gravaram todas as suas partes em apenas oito horas no estúdio, enquanto a banda se reuniu para encerrar o álbum na Finlândia, como de costume. O álbum Once foi lançado em 7 de junho de 2004, e além de ter recebido aclamação da crítica, foi um enorme sucesso comercial, chegando ao primeiro lugar nas paradas da Alemanha, Eslováquia, Grécia, Noruega e Finlândia, onde vendeu mais de 30 mil cópias e ganhou Disco de Platina em seu primeiro dia, quebrando o record de Century Child como o álbum mais vendido em menos tempo no país, além de ter sido o álbum mais vendido na Europa no mês de julho. Seu primeiro single, "Nemo", liderou o topo das paradas da Finlândia e da Hungria, além de ter entrado nas tabelas musicais de mais seis países e na trilha sonora do filme The Cave (2005), com seu videoclipe também sendo incluído dentro da programação da MTV. Os singles seguintes foram: "Wish I Had an Angel" (incluído na trilha sonora de Alone in the Dark), "Kuolema tekee taiteilijan" e "The Siren".
O estrondoso sucesso do álbum permitiu que a banda excursionasse com a Once Upon a Tour, que levou o Nightwish pela primeira vez a Portugal, como parte do Festival de Vilar de Mouros, com o grupo também fazendo sua estreia ao vivo no Japão e na Austrália, além de sua primeira turnê própria pelos Estados Unidos e diversos concertos em ginásios e arenas na Europa, com destaque para a performance no Campeonato Mundial de Atletismo de 2005, sediado na capital finlandesa Helsinque. A banda também lançou uma compilação intitulada Highest Hopes em 28 de setembro de 2005, contendo os maiores clássicos da carreira, além de um cover da canção "High Hopes" (original do Pink Floyd) e uma regravação da faixa "Sleeping Sun".

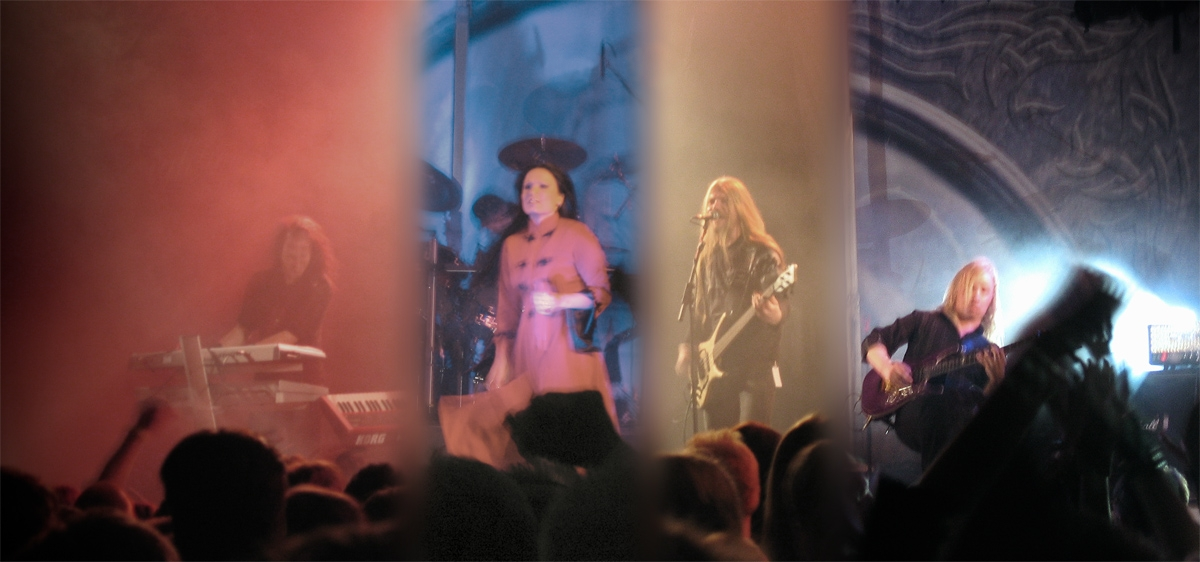
Once foi o último álbum de estúdio com Tarja Turunen, demitida da banda em 21 de outubro de 2005.

Em 21 de outubro de 2005, após mais de 150 apresentações, a banda encerrou a turnê com um concerto especial na Hartwall Areena, situada em Helsinque, para mais de 11 mil pessoas, que foi gravado e virou o terceiro DVD do grupo, End of an Era, lançado em 1 de junho de 2006. No entanto, após esse último concerto, Turunen foi oficialmente demitida da banda através de uma carta escrita por Holopainen e assinada pelos demais membros que foi divulgada no website oficial do grupo no dia seguinte. Na carta, Holopainen dizia que Turunen vinha tendo um comportamento que não combinava mais com a banda, e que eles não concordavam com ela sempre querer mais dinheiro pelos concertos, além de citar que ela andava distante demais do resto do grupo, e apontava o marido e empresário dela, Marcelo Cabuli, como responsável por essa mudança de atitude. Mais tarde, Turunen explicou que o ocorrido foi um choque, e achou que os ataques pessoais feitos a ela e seu marido foram "fora dos limites", e que publicar a carta foi "triste e cruel". A cantora explicou que jamais exigiu dinheiro acima do normal e disse que o fato de haver um afastamento entre ela e Holopainen se devia ao fato de que ele sempre nutrira por ela uma paixão à qual ela nunca correspondeu. Em resposta à grande repercussão da mídia, ela teve ainda que realizar duas coletivas de imprensa, na Finlândia e na Alemanha em novembro de 2005, para comentar sobre o ocorrido e seus futuros planos como solista. Uma biografia oficial que abordou os eventos dos primeiros dez anos da banda e a demissão da vocalista, intitulada Once Upon a Nightwish, também foi escrita por Mape Ollila e publicada em 11 de maio de 2006 após um turbulenta disputa judicial entre Turunen e Cabuli contra o Nightwish.
De qualquer maneira, ao fim de 2005, Once havia ganho três Discos de Platina na Finlândia e outro Disco de Platina na Alemanha, com mais de 200 mil cópias vendidas, além de ter ganho certificados de vendas em vários outros países, incluindo um certificado de Ouro por vender mais de 500 mil cópias na Europa, com um total de mais de um milhão de cópias vendidas mundialmente.

### Nova vocalista e retorno comDark Passion Play(2006–2009)

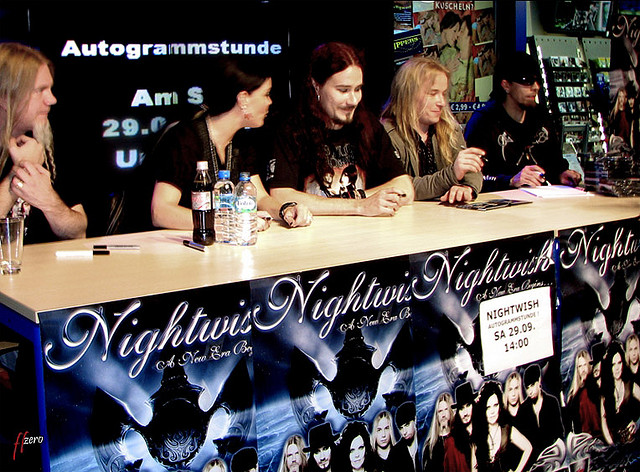
A banda durante uma sessão de autógrafos na Alemanha em 2007

Após a demissão de Turunen, para encontrar uma substituta, a banda divulgou um comunicado em seu website oficial dizendo que todas as interessadas deveriam mandar uma fita ou CD demo demonstrando suas vozes. Como resultado, foram enviadas cerca de duas mil demos da qual a banda separou as 100 melhores, e depois dessas selecionaram dez mulheres com as quais eles se encontraram pessoalmente, até finalmente contratarem a sueca Anette Olzon (ex-Alyson Avenue), mantendo a decisão em segredo por um tempo. Em setembro de 2006, a banda começou a produzir um novo disco, primeiro gravando com a Orquestra Filarmônica de Londres no famoso estúdio Abbey Road, sendo que até o fim de dezembro a parte instrumental já estava pronta, com Hietala e Olzon gravando seus vocais entre fevereiro e março de 2007. E após mais de 75 dias de edição e masterização, o álbum Dark Passion Play estava pronto.
A banda planejava anunciar a identidade da nova vocalista juntamente com a faixa "Eva" em 30 de maio de 2007, no entanto a canção acabou vazando na Internet, e para evitar downloads ilegais o lançamento oficial foi adiantado em uma semana, e o nome de Anette foi oficialmente revelado em 24 de maio. Em 22 de agosto do mesmo ano, a banda lançou o single "Amaranth", que foi um sucesso na Europa e chegou ao primeiro lugar nas paradas da Finlândia, Espanha, Hungria e Noruega, além de conter a faixa bônus "While Your Lips Are Still Red" (incluída na trilha sonora do filme Lieksa!). E em 28 de setembro de 2007, Dark Passion Play foi oficialmente lançado, estreando direto no primeiro lugar nas paradas da Finlândia, ganhando Disco de Platina por mais de 40 mil cópias comercializadas em seu primeiro dia, quebrando os records de Once como álbum mais vendido em menos tempo no país e álbum mais caro da música finlandesa, com o custo de sua produção total chegando à marca de 500 mil euros, além do disco também ter estreado em primeiro lugar na Alemanha, Croácia, Hungria e Suíça, rapidamente adquirindo vários certificados de venda ao redor do mundo. O álbum ainda gerou os singles "Erämaan viimeinen", "Bye Bye Beautiful" e "The Islander" posteriormente.

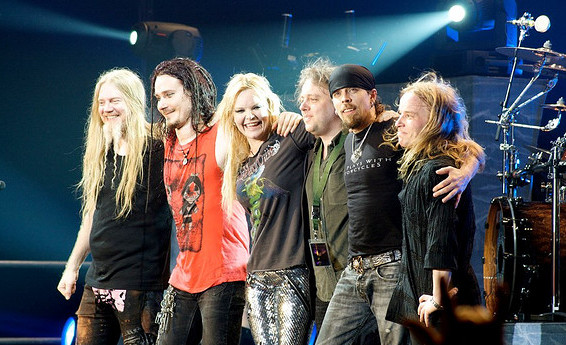
A banda encerrando uma apresentação na Mântua, Itália em 2009

Para promover o disco e apresentar a nova vocalista ao público, a banda embarcou na massiva Dark Passion Play World Tour a partir de setembro de 2007, começando em Israel e seguindo pela América do Norte e Escandinávia. No ano seguinte, a banda realizou mais de 100 concertos com datas na Ásia, Oceania e uma extensa etapa na Europa, contando com duas datas em Portugal, em Porto e Lisboa, além de duas turnês pela América do Norte e uma longa série de apresentações no Brasil, além de datas na Argentina e Chile. Após uma pausa de três meses, a banda retomou as apresentações na Europa em 2009 e depois voltou aos Estados Unidos, encerrando a turnê novamente na Hartwall Areena de Helsinque em 19 de setembro de 2009, após mais de 200 shows ao redor do mundo. O grupo reuniu algumas gravações ao vivo e lançou o álbum Made in Hong Kong (And in Various Other Places) em 11 de março de 2009, apesar de que nenhum concerto dessa turnê tenha sido lançado em DVD.
Ao fim de 2009, Dark Passion Play havia ganho quatro certificados de Platina na Finlândia, além de um certificado de Platina na Alemanha, Suíça e Hungria, e discos de Ouro e Prata em vários outros países, inclusive também um Disco de Ouro por vender mais de 750 mil cópias na Europa, com um total de cerca de um milhão e meio de cópias vendidas mundialmente.

### Experiência no cinema e ruptura com Anette (2010–2013)

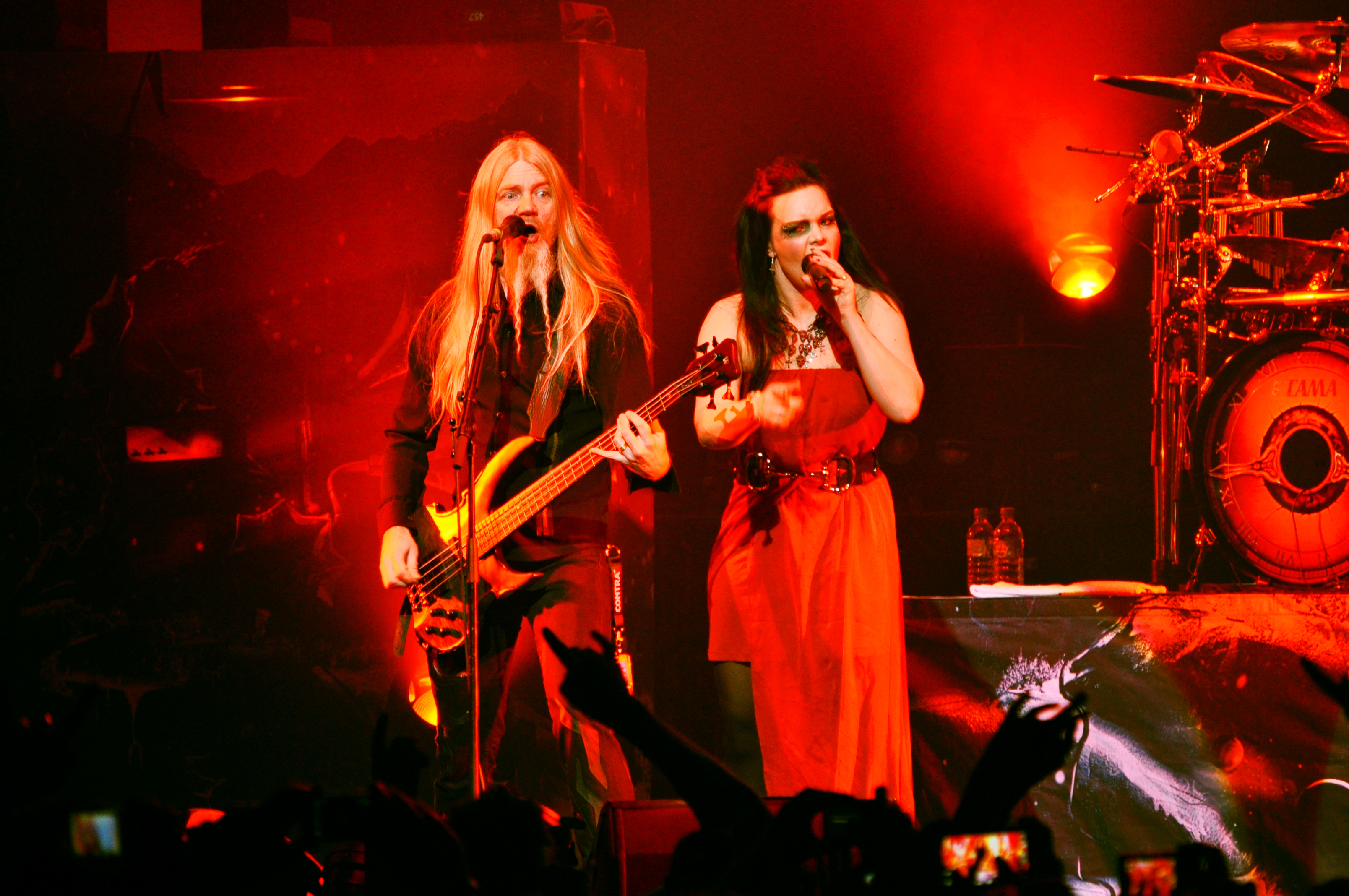
Hietala e Olzon em dueto durante uma performance em Nantes, França em 2012

Após o fim das apresentações em 2009, a banda iniciou uma pausa e todos os membros se dedicaram a assuntos pessoais e profissionais. Em 2010, Holopainen voltou para sua casa na Finlândia e começou a compor canções para um novo álbum, que segundo ele "teria uma grande mudança", e pouco a pouco o grupo começou a publicar notícias em seu website, até que finalmente anunciaram que o nome do futuro álbum seria Imaginarium, mas posteriormente mudaram para Imaginaerum, a fim de evitar confusões com nomes semelhantes. O grupo também anunciou que iria produzir um filme de mesmo título em parceria com a Solar Films e direção assinada por Stobe Harju, que seria baseado nas letras e nos temas do álbum.
Como de costume, as partes orquestrais foram gravadas com a Orquestra Filarmônica de Londres, e os integrantes da banda usaram seus próprios estúdios para gravar os instrumentais. Hietala e Olzon, no entanto, precisaram fazer um pequeno adiamento na gravação dos vocais pois ambos sofreram acidentes domésticos e não puderam fazer exercícios físicos por um tempo. Em 9 de novembro de 2011, o single "Storytime" foi lançado e o álbum saiu no dia 30 de novembro, rapidamente chegando ao primeiro lugar nas paradas finlandesas, ganhando dois certificados de Platina por mais de 60 mil cópias vendidas em seu primeiro dia, quebrando o record de Dark Passion Play como o álbum mais vendido em menos tempo no país. Ao fim de dezembro, após um mês nas lojas, Imaginaerum foi declarado o álbum mais vendido na Finlândia em 2011, com mais de 100 mil cópias comercializadas, além de ter ganho certificados de vendas em vários outros países, gerando também mais um single, "The Crow, the Owl and the Dove". O filme que estava sendo planejado, foi gravado com um elenco britânico em Montreal no Canadá entre setembro e outubro de 2011, levando alguns meses para ser totalmente editado. O longa foi apresentado ao público pela primeira vez na Hartwall Areena de Helsinque, em 10 de novembro de 2012, após uma apresentação ao vivo da banda.

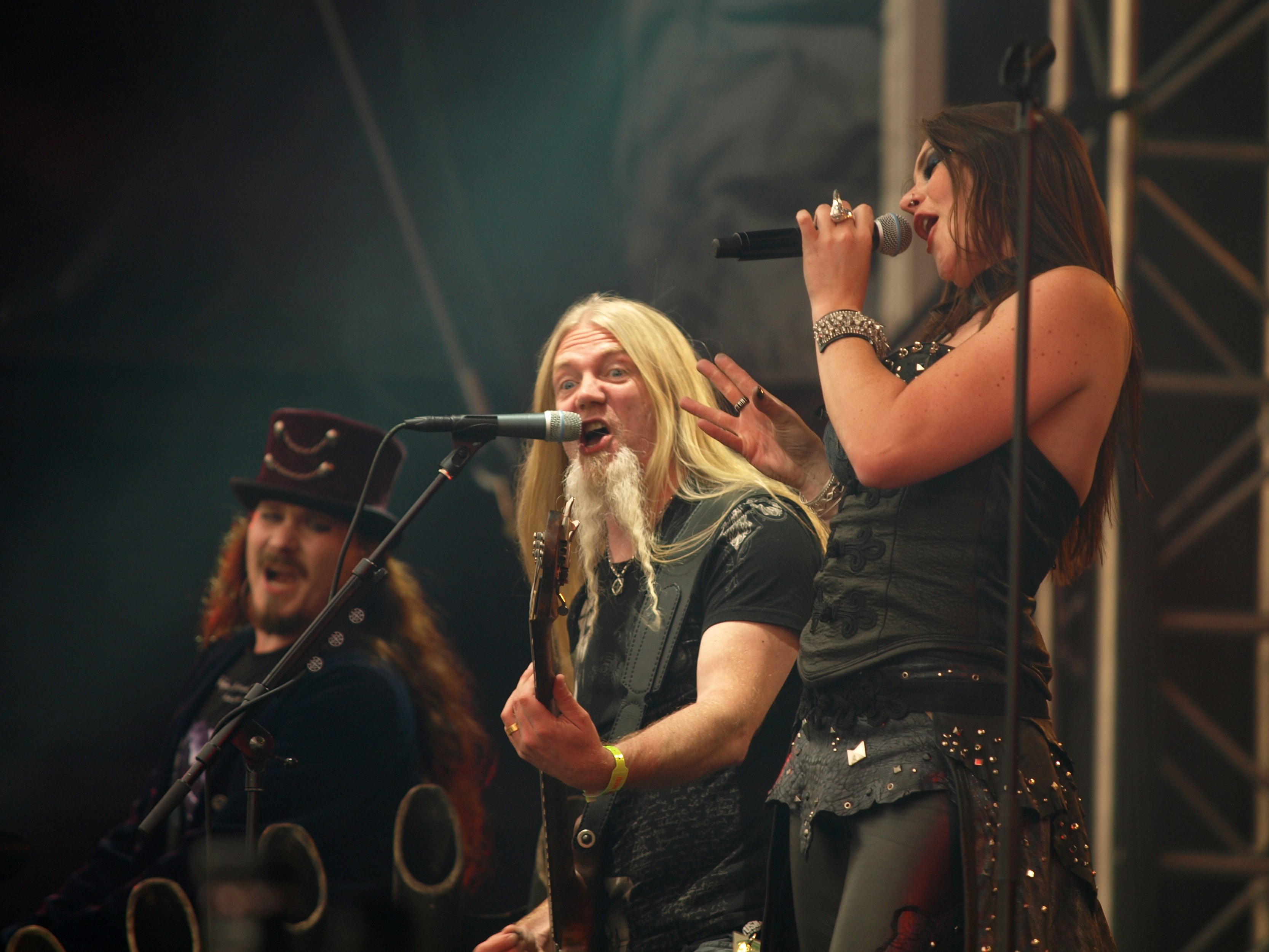
A banda se apresentando em Helsinque, Finlândia em 2013

Pouco antes de um concerto na cidade de Denver, Estados Unidos, em 28 de setembro de 2012, Anette passou mal e foi internada, sendo substituída às pressas por Elize Ryd e Alissa White-Gluz, das bandas Amaranthe e The Agonist, respectivamente. No dia seguinte, Olzon enviou uma nota aos fãs dizendo que não havia sido consultada sobre sua substituição e manifestou descontentamento com a atitude dos outros membros da banda. Em 1 de outubro, o Nightwish divulgou um comunicado oficial dizendo que, em comum acordo, a cantora e o restante do grupo decidiram se separar, sendo anunciada sua substituição pela neerlandesa Floor Jansen (ex-After Forever, ReVamp), até o final da turnê do álbum Imaginaerum. O comunicado dizia que a direção e necessidades da banda e vocalista estavam em conflitos, levando a uma divisão da qual a banda não pôde se recuperar.
A Imaginaerum World Tour começou na cidade de Los Angeles em janeiro de 2012 e encerrou em agosto do ano seguinte, passando por 34 países, com cerca de um milhão e meio de pessoas atendendo aos mais de 100 concertos. Após o fim das viagens, a banda anunciou a efetivação de Jansen e do músico de apoio Troy Donockley como membros oficiais do Nightwish em 9 de outubro de 2013, fazendo do grupo um sexteto pela primeira vez em sua história. No fim daquele ano foi lançado ainda o DVD Showtime, Storytime, gravado no festival alemão Wacken Open Air, cujo material serviu para apresentar a nova formação da banda, além de um documentário que expõe os bastidores da turnê mundial e a transição de vocalistas.

### Endless Forms Most Beautifule projetoDecades(2014–2018)

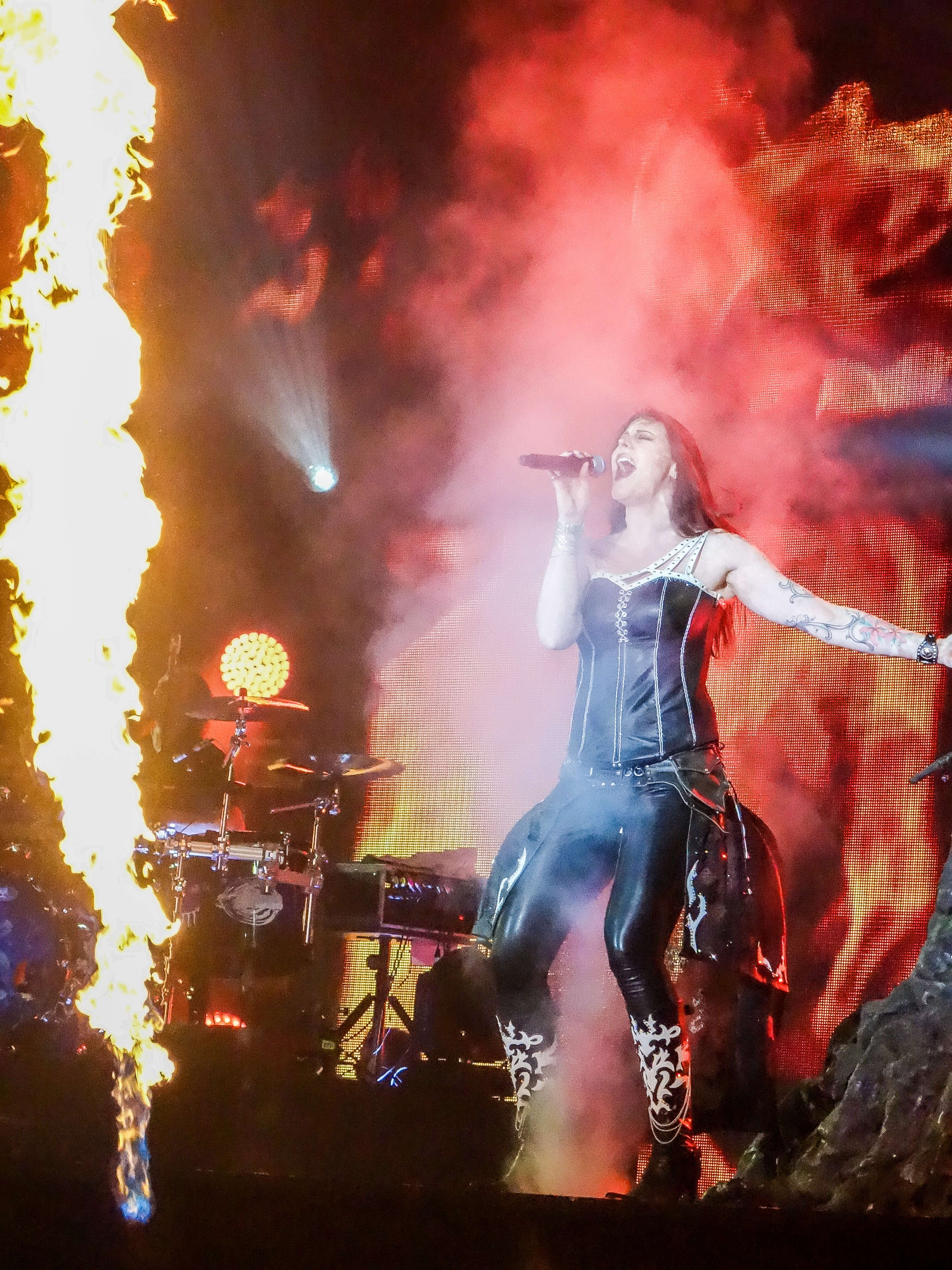
Jansen performando a canção "Ghost Love Score" em Lyon, França em 2015

Após alguns meses de descanso, Holopainen postou uma atualização em seu website oficial dizendo que o sucessor de Imaginaerum deveria estar pronto no final de janeiro de 2015. Ele e o produtor Tero Kinnunen gravaram 12 demos das canções do novo álbum em Hattula, Finlândia, e os ensaios começaram em julho. Pouco depois, em 6 de agosto de 2014, o baterista Jukka Nevalainen anunciou que seria forçado a deixar a banda temporariamente devido a um problema de insônia crônica. Isso o impossibilitaria de participar do próximo álbum, bem como da turnê, contudo Nevalainen continuaria lidando com as questões administrativas da banda. O finlandês Kai Hahto (Wintersun) foi anunciado como sua substituição temporária até o fim da subsequente turnê mundial.
O escritor e biólogo evolucionário Richard Dawkins foi confirmado como um convidado do seguinte álbum, Endless Forms Most Beautiful, que foi lançado em 27 de março de 2015 e alcançou o primeiro lugar nas paradas da Finlândia, República Tcheca e Reino Unido, tornando-se um enorme sucesso comercial, bem como de crítica, gerando ainda os singles "Élan", "Endless Forms Most Beautiful" e "My Walden". No mês seguinte, teve início em Nova York a Endless Forms Most Beautiful World Tour, que prosseguiu com diversos concertos ao redor do mundo, incluindo cinco apresentações no Brasil, dentre elas o festival Rock in Rio. Em 19 de dezembro daquele ano, o Nightwish tornou-se a primeira banda finlandesa a realizar um show como atração principal da Wembley Arena de Londres; concerto este, esgotado, e que contou com a participação de Dawkins narrando suas partes ao vivo na canção "The Greatest Show on Earth", além de ter sido filmado para o DVD Vehicle of Spirit juntamente com outra apresentação especial na Finlândia. A turnê foi continuada durante o ano seguinte, e incluiu ainda um concerto comemorativo do vigésimo aniversário da banda, que teve a participação do ex-baixista Sami Vänskä e do até então baterista afastado, Jukka Nevalainen. E após cerca de 150 apresentações, a turnê culminou no festival japonês Loud Park em 9 de outubro de 2016.

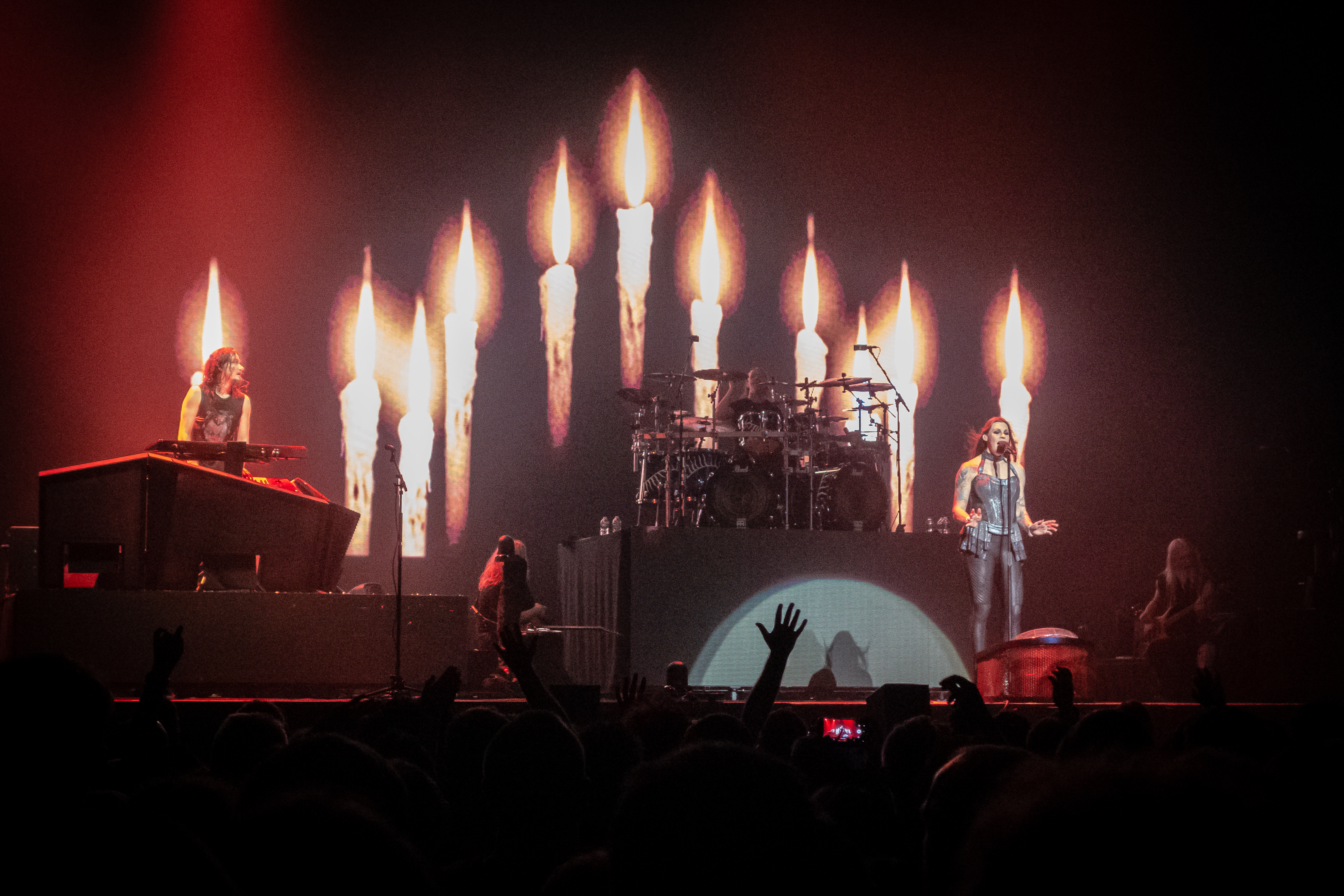
A banda se apresentando em Genebra, Suíça em 2018

Enquanto a banda excursionava com a turnê de Endless Forms Most Beautiful, Holopainen havia comentado em entrevistas que 2017 seria um ano sabático para o Nightwish, onde eles teriam uma pausa mais extensa pela primeira vez desde a fundação do grupo. Ele e Donockley lançaram o projeto Auri durante esse período, e Vuorinen gravou e excursionou com sua banda paralela Brother Firetribe, enquanto Jansen deu à luz sua primeira filha em março de 2017 e trabalhou no primeiro disco da dupla Northward. Um comunicado, no entanto, foi emitido nas mídias sociais da banda em junho daquele ano, anunciando o projeto Decades, que consistia no lançamento de uma compilação especial em março de 2018, bem como uma turnê promocional de nove meses de duração que iria comemorar os primeiros 20 anos de carreira do Nightwish. Segundo a banda, o repertório da Decades: World Tour se basearia em canções raras e poucas vezes apresentadas ao vivo, além de clássicos da primeira era do grupo. A turnê foi realizada entre março e dezembro de 2018 com mais de 80 apresentações, e resultou no lançamento do DVD Decades: Live in Buenos Aires, mais tarde em 6 de dezembro de 2019.

### Saída de Marko e encerramento da trilogia (2019–2025)

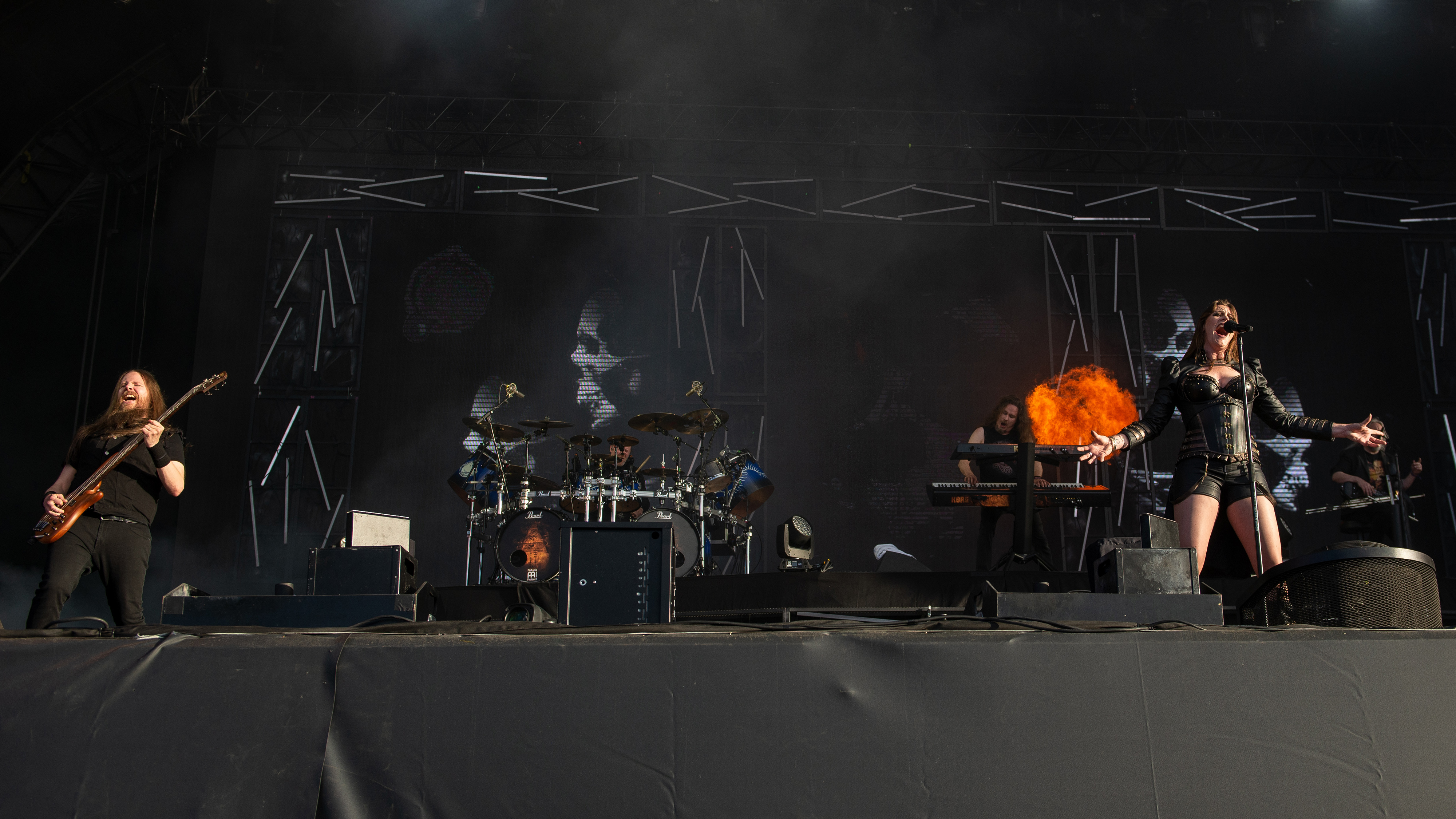
A banda se apresentando em Clisson, França em 2022

A banda teve alguns meses de descanso após o fim da Decades: World Tour, iniciando os ensaios para a gravação do próximo álbum em julho de 2019. Nesse mesmo mês eles anunciaram a saída definitiva de Nevalainen e a efetivação de Hahto como baterista, explicando que embora Jukka houvesse melhorado de sua condição, ele continuaria apenas focado em cuidar da parte administrativa do Nightwish. As gravações do disco foram finalizadas em outubro de 2019, e após alguns meses de edição e masterização, o álbum Human. :II: Nature. havia sido concluído, tendo seu lançamento definido para 10 de abril de 2020, e estreando no primeiro lugar nas paradas da Finlândia, Alemanha, Croácia, Suécia e Suíça. O trabalho foi o primeiro álbum duplo do Nightwish, no qual o primeiro disco consiste em nove faixas tocadas pela banda, enquanto o segundo é uma peça inteiramente executada pela Orquestra Filarmônica de Londres, e dividida em oito canções individuais. Os três singles "Noise", "Harvest" e "How's the Heart?" também foram disponibilizados em suporte ao álbum.
Em 12 de janeiro de 2021, um comunicado publicado no website oficial da banda anunciou que Hietala havia deixado o Nightwish após uma longa colaboração de 20 anos, citando sua depressão crônica e desilusão com a indústria musical como fatores fundamentais para a tomada de tal decisão. O grupo contratou então o baixista finlandês Jukka Koskinen para substituí-lo durante toda a Human. :II: Nature. World Tour — que já estava agendada e havia sido adiada diversas vezes em decorrência da pandemia de COVID-19 —, e nos dois concertos virtuais realizados em maio de 2021, cujo foi lançado mais tarde no DVD Virtual Live Show from the Islanders Arms (2022). Koskinen foi posteriormente efetivado como membro oficial da banda em agosto de 2022.
A turnê promocional de Human. :II: Nature. iniciou em julho de 2021 e teve 70 apresentações realizadas, com seu último concerto acontecendo na cidade finlandesa de Vaasa em 17 de junho de 2023. A banda imediatamente deu início aos ensaios do álbum seguinte no mês de julho, e depois iniciaram suas gravações que duraram até novembro do mesmo ano, com os vocais de Jansen sendo registrados em seu estúdio particular na Suécia, uma vez que ela havia enfrentado alguns problemas de saúde e dado à luz há menos de um mês. Com isso o décimo disco, Yesterwynde, cujo também encerrou uma trilogia iniciada em Endless Forms Most Beautiful, foi oficialmente lançado em 20 de setembro de 2024, e novamente debutou no topo das paradas finlandesas, gerando também os singles "Perfume of the Timeless", "The Day of..." e "An Ocean of Strange Islands". O álbum no entanto não obteve uma turnê promocional em seu suporte, uma vez que a banda havia previamente anunciado que eles estariam entrando em hiato por tempo indeterminado dos palcos.

## Composições e estilo
Autor da grande maioria das canções do grupo, Tuomas Holopainen disse que é fortemente influenciado por trilhas sonoras de filmes; canções como "Beauty of the Beast", "Ghost Love Score" e "The Poet and the Pendulum" foram inspiradas pelo gênero. Outras como "Bye Bye Beautiful" e "Wish I Had an Angel" têm inspirações no rock industrial, e outras como "Creek Mary's Blood", "The Islander" e "Last of the Wilds", assim como o álbum Angels Fall First em suma, possuem raízes folclóricas e indígenas.
No começo, Holopainen usava temas mitológicos e folclóricos nas canções, referenciando a natureza metafísica, mas no decorrer dos anos as letras se tornaram mais pessoais. Em Wishmaster, a faixa título é uma referência ao escritor J. R. R. Tolkien, autor da saga de O Senhor dos Anéis, e para todos os outros escritores de fantasia; já "Dead Boy's Poem" é descrita por Holopainen como seu legado e testamento para o resto do mundo, acrescentando ainda que quer tocar essa canção até morrer, pois quer dizer ao mundo como se sente e o que pensa, e mostrar um pouco de si mesmo. O desenvolvimento para letras mais pessoais mostrou-se mais evidente no álbum Century Child, no qual o tecladista disse que as letras não se tratam mais de sonhos, e sim da "brutal realidade da vida"; "Kuolema tekee taiteilijan", do álbum Once, trata da arte em si, e "Nemo" descreve a sensação de se estar perdido; "Creek Mary's Blood" é baseada na obra homônima de Dee Brown, que trata da vida dos índios nativo-americanos no fim do século XIX. Dark Passion Play tem muitos sons de caráter pessoal, como "The Poet and the Pendulum", que é descrito por Holopainen como sua história de vida, descrevendo a "jornada" de um compositor e artista. Já "Meadows of Heaven" faz referência à infância de Holopainen, e a tristeza dele por saber que essa fase nunca retornará.

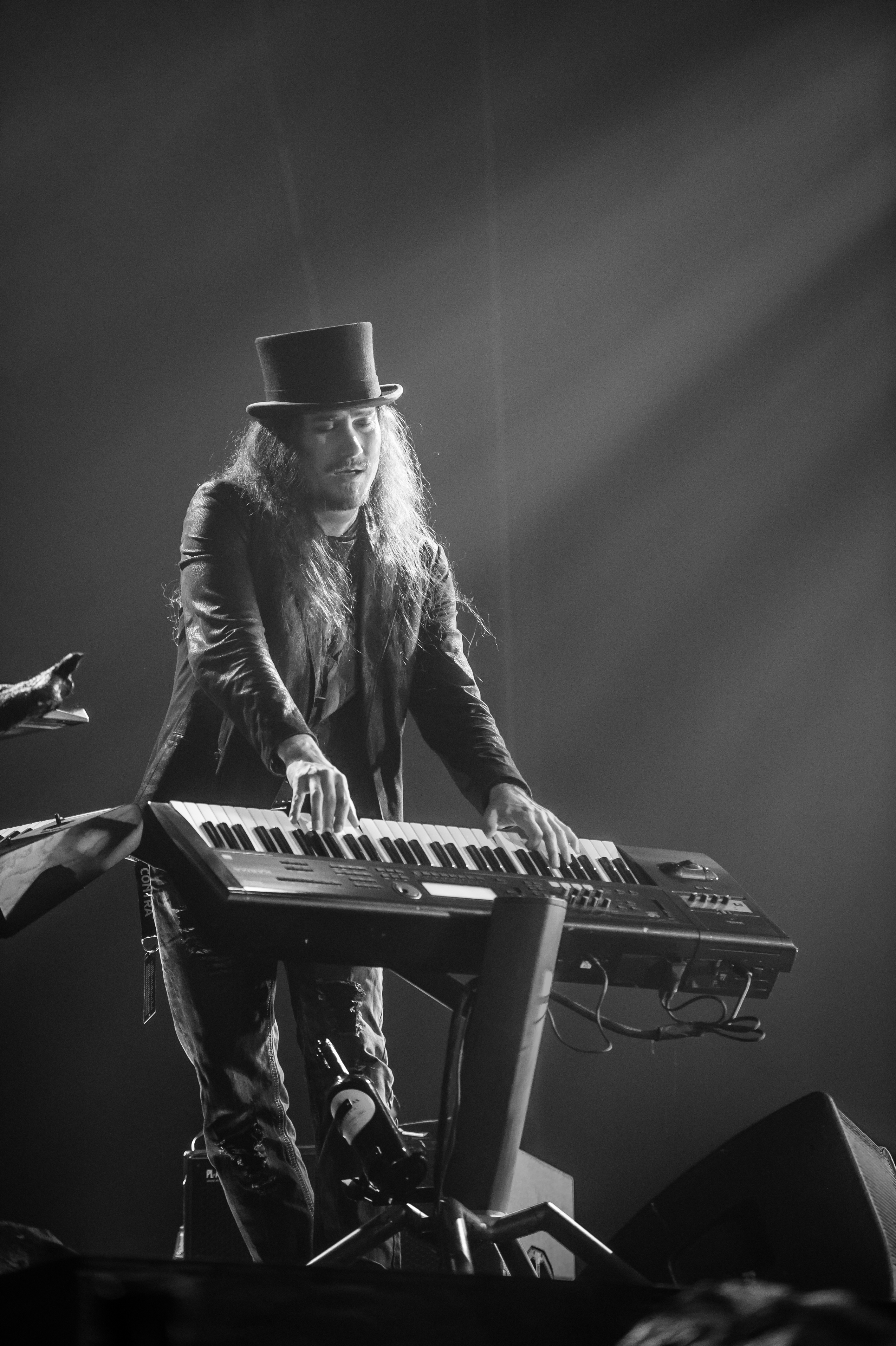
Tuomas Holopainen é o fundador, principal compositor e tecladista do Nightwish.

Segundo Holopainen, as canções "Bye Bye Beautiful" e "Master Passion Greed" falam sobre a ex-vocalista, Tarja Turunen, e seu atual marido Marcelo Cabuli. Apesar de algumas linhas da primeira parecerem agressivas, Holopainen disse que o objetivo da canção não é expressar ódio, mas sim lidar com o ocorrido. Como Olzon não teve ligação com o ocorrido, partes da canção são cantadas por Hietala. Ainda em Dark Passion Play, o caráter mitológico retornou, como nas canções "Sahara", "Whoever Brings the Night" e "7 Days to the Wolves". Imaginaerum segue a linha musical deixada por seu antecessor, inspirado principalmente por trilhas sonoras de cinema, possuindo também uma orquestra completa junto com a banda, cujo trabalho foi descrito por Holopainen como "belo, inspirador e cinematográfico", embora a orquestra não esteja presente em todas as faixas. O baixista Marko Hietala apontou que esse álbum é mais pesado que o anterior, e Holopainen diz que o disco tem inspirações no doom metal de bandas como My Dying Bride e Paradise Lost, também apontando como influências o diretor Tim Burton, o autor Neil Gaiman e o pintor Salvador Dalí, além de grupos como Van Halen e Pantera, e compositores e autores como Hans Zimmer, Danny Elfman e Ennio Morricone.
O estilo do Nightwish como um todo é uma mistura de metal sinfônico com power metal; a música deles é descrita como "acústica" e "cinematográfica", com raízes no estilo gótico. Embora a música seja "acessível", a banda também é conhecida por ser "complexa e ter muitas camadas", sendo também descrita como "épica, operística e teatral", com o baixista Marko Hietala descrevendo o grupo como "um metal sinfônico, melódico e gótico".
O Nightwish abandonou seu estilo clássico para um som mais pesado a partir dos álbuns Century Child e Once; sua música era reconhecida pela soprano Tarja Turunen, descrita como uma líder "carismática com uma voz poderosa", com os críticos apontando que seu estilo vocal na banda tornou-se menos operístico já a partir de Century Child, em 2002. Muitas revistas também citaram que, com a saída de Turunen, a banda teria adotado um novo estilo, "libertando-se" do antigo estilo recatado. O aumento do uso de coros vocais e instrumentais, além de um grande número de orquestras, levaram o Nightwish a ficar conhecido como uma banda de "metal épico", principalmente na canção "The Poet and the Pendulum", de 2007, e mesmo com a entrada de Anette Olzon, que possui um timbre vocal bastante diferente de Turunen, as canções do grupo seguiram na mesma linha de sempre, fundindo o heavy metal com orquestras, embora esse estilo vocal tenha sido reintroduzido posteriormente com a entrada da cantora Floor Jansen.

## Formação
| - Tuomas Holopainen – teclado, sintetizadores, piano (desde 1996) - Emppu Vuorinen – guitarra, violão (desde 1996), baixo (1996–1997) - Troy Donockley – gaita irlandesa, tin whistle, bouzouki, guitarra, violão, vocais (desde 2013 · sessão/ao vivo: 2007–2013) - Floor Jansen – vocais (desde 2013 · ao vivo: 2012–2013) - Kai Hahto – bateria (desde 2019 · sessão/ao vivo: 2014–2019) - Jukka Koskinen – baixo (desde 2022 · ao vivo: 2021–2022) | - Marko Hietala – baixo, vocais, violão (2001–2021) - Jukka Nevalainen – bateria (1997–2019 · hiato: 2014–2019) - Anette Olzon – vocais (2007–2012), pandeireta (2012) - Tarja Turunen – vocais (1996–2005) - Sami Vänskä – baixo (1998–2001) - Samppa Hirvonen – baixo (1997–1998) - Marianna Pellinen – teclado, vocal de apoio (1997–1998) |

## Discografia
- Angels Fall First (1997)
- Oceanborn (1998)
- Wishmaster (2000)
- Century Child (2002)
- Once (2004)
- Dark Passion Play (2007)
- Imaginaerum (2011)
- Endless Forms Most Beautiful (2015)
- Human. :II: Nature. (2020)
- Yesterwynde (2024)

## Turnês
- The First Tour of the Angels (1997–1998)
- Oceanborn Europe Tour (1999)
- Wishmaster World Tour (2000–2001)
- World Tour of the Century (2002–2003)
- Once Upon a Tour (2004–2005)
- Dark Passion Play World Tour (2007–2009)
- Imaginaerum World Tour (2012–2013)
- Endless Forms Most Beautiful World Tour (2015–2016)
- Decades: World Tour (2018)
- Human. :II: Nature. World Tour (2021–2023)